# Vindrac-Alayrac
Vindrac-Alayrac – miejscowość i gmina we Francji, w regionie Oksytania, w departamencie Tarn.
Według danych na rok 1990 gminę zamieszkiwało 161 osób, a gęstość zaludnienia wynosiła 16 osób/km² (wśród 3020 gmin regionu Midi-Pireneje Vindrac-Alayrac plasuje się na 902. miejscu pod względem liczby ludności, natomiast pod względem powierzchni na miejscu 1082.).